# Jacques Simonet
Jacques Simonet (Watermaal-Bosvoorde, 21 december 1963 - Anderlecht, 14 juni 2007) was een Franstalige Belgische advocaat en politicus van de Mouvement Réformateur (MR), de Franstalige/Waalse liberalen. 

## Levensloop
Hij was de zoon van de politicus Henri Simonet en evenals zijn vader burgemeester van Anderlecht. Dit en zijn fractievoorzitterschap van de MR in het Brussels Hoofdstedelijk Parlement waren de politieke functies die hij op het moment van zijn verscheiden uitoefende. Daarvoor bekleedde hij diverse andere politieke ambten.
Simonet studeerde rechten aan de Université libre de Bruxelles en was sinds 1 september 1986 als advocaat aan de balie van Brussel verbonden. Zijn politieke loopbaan nam in 1987 een aanvang toen hij voor de PRL, de voorloper van de MR, in de provincieraad van de destijds nog ongedeelde provincie Brabant werd verkozen; destijds was hij met zijn 23 jaar het jongste provincieraadslid ooit. In 1989 verruilde hij deze voor die van het lidmaatschap van het Brussels Hoofdstedelijk Parlement, waarvan hij vanaf 1991 ook ondervoorzitter werd, en bleef dit tot januari 1995. In juni 1992 volgde hij zijn vader Henri Simonet op als lid van de Kamer van volksvertegenwoordigers voor het arrondissement Brussel, waaruit hij pas in 2003 weer vertrok. Van juli 1999 tot oktober 2000 was hij tevens minister-president van het Brussels Hoofdstedelijk Gewest.
In juli 2003 trad hij als staatssecretaris voor Europese en buitenlandse zaken toe tot de regering-Verhofstadt II maar legde dit ambt in februari 2004 neer om opnieuw, zij het voor korte tijd (tot juli van dat jaar), minister-president van het Brussels Hoofdstedelijk Gewest te worden, de plaats innemend van Daniel Ducarme die vanwege fiscale problemen voortijdig het veld had moeten ruimen. In datzelfde jaar kwam hij na de regionale verkiezingen wederom in het Brussels Hoofdstedelijk Parlement terecht en werd hij fractievoorzitter van de fractie van de Franstalige liberalen en daarmee eveneens leider van de oppositie.
Van 1989 tot 1992 was hij als fractievoorzitter van de combinatie PRL-FDF ook gemeenteraadslid van Anderlecht. In 1994 werd hij opnieuw verkozen in de gemeenteraad van Anderlecht en daarna was hij van 1995 tot 1999 eerste schepen van de stad, bevoegd voor Openbare Werken. Begin 2001 werd Simonet dan burgemeester van Anderlecht, een functie die ook zijn vader jarenlang had uitgeoefend. Hij bleef burgemeester tot aan zijn dood.
Jacques Simonet overleed in mei 2007 op 43-jarige leeftijd aan een longembolie. Hij was getrouwd en had twee kinderen, waaronder Eléonore Simonet, die onder de Regering De Wever, onder leiding van Bart De Wever, minister werd, waardoor de familie Simonet in drie opeenvolgende generaties deel uitmaken van een Belgische Federale regering.